# Kirjat Gat
Kirjat Gat (Hebreeuws: קִרְיַת גָּת) is een Israëlische stad, gelegen tussen Tel Aviv (ten noorden), Beër Sjeva (ten zuiden), Jeruzalem (ten oosten) en Asjkelon (ten westen).
De plaats werd opgericht in 1955 en had in 2013 naar 53.478 inwoners. Het gemiddelde inkomen in de plaats lag onder het Israëlisch gemiddelde.
Kirjat Gat is een belangrijke industriestad. Sinds 1960 was de belangrijkste werkgever de textielindustrie Polgat (Polak Kiryat Gat). Nadat de textielindustrie terugliep, nam de werkloosheid toe. Met aanzienlijke subsidies van de Israëlische overheid heeft men er een grote productievestiging van Intel kunnen aantrekken. Intel legde zich voorheen alleen toe op onderzoek en ontwikkeling in Israël. De vestiging ging in 1999 open. Net buiten de stad ligt de zadenfabriek, Hazera.
Kirjat Gat is de hoofdplaats van de agrarische regio Lachish, die ontwikkeld werd op basis van de Centrale-plaatsentheorie van Walter Christaller. De plaatsen in de regio zijn kibboetsen en mosjavs. Als hoofdplaats verleent Kirjat Gat diensten aan vele dorpen in de regio. Bovendien werden door verkeerde schaalinschattingen bij de toepassing van het model de centra die lager gepland waren in de nederzettingenhiërarchie van meet af aan vaak overgeslagen, hetgeen de stad Kirjat Gat alleen maar ten goede kwam.
Aan de oostrand van de stad loopt de spoorlijn Tel Aviv-Beër Sjeva, met een station in Kirjat Gat. Centraal in de stad ligt een belangrijk busstation, met lokale, regionale en nationale verbindingen. Aan de zuidrand van de stad ligt de goederenlijn Qiryat Gat-Ashkelon. Deze goederenlijn dient voornamelijk voor de export van fosfaten die gewonnen worden in de woestijn Negev en de Dode Zee.
Behalve goede verbindingen en enige uitgaansgelegenheden heeft de stad weinig te bieden aan toeristen. De regio wel; dicht bij Kirjat Gat liggen onder andere de grotten van Beet Goewrin en de thermenbaden van Joav (Hame Joav). Iets verder ligt de stad Asjkelon met uitgestrekte stranden.

## Geboren
- Miri Regev (1965), politica en ex-generaal